# 디파이언스 (드라마)
디파이언스(Defiance)는 2013년 4월 15일부터 2015년 8월 28일까지 Syfy에서 방영중인 SF 드라마이다..

## 줄거리
2046년부터 시작된다. 지구는 지질학적으로 변화하고, 원래 있던 종들이 멸종하고 새로운 종들이 생겨나게 되면서 급진적으로 변형된다.(드라마에서는 terraforming이라 설명한다.) 드라마 쇼는 죠슈아 놀란(그랜트 보울러)와 그의 입양된 딸 아이리사가 디파이언스라고 불리는 지역에 정착하면서 시작된다. 디파이언스는 구 세인트루이스 로서 지구가 테라포밍 된 후 보탄에 속하는 종들과 인류가 함께 살아가고 있는 지역이다. 보탄은 카스티탄, 인두진, 이라시언등 여러 종들의 집합체인데,(여기를 클릭하면 자세히 알 수 있다.) 지구에 같은 종의 인류속의 다른 인종들 끼리도 문화차이가 다양하고 다툼또한 잦은데, 아예 종 자체가 다른 것들끼리 모였으니 얼마나 심할까? 드라마속에서는 카스티탄의 특정 문화와 디파이언스 속 인간이 충돌하는 모습도 보인다.(자세한 내용은 직접 보시길^^.) 다양한 외계종들과 함께 살아간다는 것을 기본 베이스로 설정하여 시청자가 드라마를 보다가 생각하게 하는 점도 다소 많다. 비단 이런 문화차이에 대한 내용만은 아니고, SF는 보통 Sicence Fiction의 줄임말이지만, 어쩌면 이 드라마는 Sicence Fiction라기보다는 supernatural fiction이라고 설명해도 된다. 이라씨언의 신 중 하나인 이즈루에 인해 일어나는 초자연적인 스토리전개도 이 드라마의 관전포인트 중 하나이다.(이 관전포인트는 시즌2후반부로 가면서 반전포인트가 되기도 한다.)

## 배역
주연
- 그랜트 보울러(조슈아 놀란 역)
- 쥴리 벤즈(아만다 로즈워터 역)
- 스테파니 레오니다스(아이리사 역)
- 토니 커랜(데이탁 타르 역)
- 제이미 머레이(스타마 타르 역) 비고 ; 영국 테니스 선수 제이미 머레이를 말하는 것이 아니다.
- 그래햄 그린(레이프 맥카울리 역)
- 미아 커쉬너(케냐 로즈워터 역) 비고: ~시즌1 주연, 시즌2 8~9화 특별게스트
- 제시 래스(알락 타르 역) 비고 : ~시즌1 조연, 시즌2~3 주연
- 제임스 머레이(나일즈 퍼팅거 역) 비고 : 시즌2 주연, 시즌3 특별게스트
- 안나 홉킨스(제시카 "베를린" 레이너 역) 비고: 시즌2 조연, 시즌3 주연 비고 : 안나홉킨스는 드라마 중에서 주로 "베를린"으로 불린다.
- 니콜 갈리시아(킨찌 역) 비고 : 시즌 3